# Cerma
Cerma is een geslacht van vlinders van de familie Uilen (Noctuidae), uit de onderfamilie Hadeninae.

## Soorten
- C. albipuncta Barnes & McDunnough, 1910
- C. cora Hübner, 1827
- C. cuerva Barnes, 1907
- C. fascia Smith, 1903
- C. flavidior Barnes & McDunnough, 1911
- C. galva Strecker, 1899
- C. nana Barnes & McDunnough, 1911
- C. oaklandiae Barnes & McDunnough, 1911
- C. olivacea Smith, 1891
- C. pallida Barnes & Lindsey, 1922
- C. sarepta Barnes, 1907